# Championnat de France de basket-ball Espoirs
| \| Chalon Cholet Gravelines Hyères-Toulon Pau Limoges Le Havre Le Mans ASVEL Nancy Orléans Paris-Levallois Poitiers Roanne Strasbourg Vichy Aix Bourg Rouen Dijon \| Localisation des clubs. |
| Chalon Cholet Gravelines Hyères-Toulon Pau Limoges Le Havre Le Mans ASVEL Nancy Orléans Paris-Levallois Poitiers Roanne Strasbourg Vichy Aix Bourg Rouen Dijon                               |

Le Championnat de France de Basket Espoirs (ou Espoirs Pro) est une compétition regroupant les équipes Espoirs des centres de formation des clubs professionnels. Ce championnat dépend de la Ligue nationale de basket-ball qui est une ligue sportive regroupant les équipes professionnelles de basket-ball en France. Tous les clubs de Pro A et certains clubs de Pro B possèdent un centre de formation, mais seuls ceux des clubs de Pro A engagent une équipe dans le championnat de France espoirs, les autres sont engagés en championnats de France amateurs (Nationale 2 ou Nationale 3), selon les règles courantes des associations sportives amateurs en France.
La LNB organise deux évènements majeurs que sont le championnat Espoirs et le Trophée du Futur.

## Championnat Espoirs
Espoirs Pro A (1988–) :
Le championnat Espoirs Elite (Espoirs Pro A) regroupe les équipes issues des centres de formation de Pro A (« Betclic Elite ») et dispute ses rencontres selon le schéma de matchs aller et retour similaire à la saison régulière de Pro A. Les rencontres des Espoirs se jouent généralement en lever de rideau des rencontres de Pro A.
Tous les clubs de Pro A ont l’obligation d’avoir un centre de formation et seuls les clubs engagés en Pro A peuvent faire concourir leurs équipes Espoirs dans le championnat Espoirs.
Les joueurs Espoirs doivent être âgés de 15 à 20 ans.
Espoirs Pro B (1988–2004 puis 2021–)
Lancé en 1988 puis supprimé en 2004 (avec Maurienne Savoie Basket comme dernier champions), le championnat Espoirs de Pro B fait son retour pour la saison 2021/2022, 17 ans après sa disparition. Les joueurs évoluant en « Espoirs Pro B » sont âgés de 18 à 21 ans (U18 à U21). Le championnat est relancé avec un nouveau format de trois phases :
- Phase 1 : les 18 équipes sont distribuées en 2 groupes géographiques (poules) de 9 équipes. Chaque équipe s’affronte en match aller-retour pour un total de seize matchs par équipes. 
  - Edition 2021/2022[1]:
    - Poule A : Blois – Denain – Evreux – Lille – Nantes – Quimper – Rouen – Saint-Quentin – Tours.
    - Poule B : Aix-Maurienne – Antibes – Boulazac – Chalon-sur-Saône – Gries-Souffel – Nancy – Saint-Chamond – Saint-Vallier – Vichy.

- Phase 2 : Les 18 équipes seront réparties dans 3 poules de 6 équipes. Les équipes ayant terminées 1ère, 2e et 3e de leur poule lors de la phase 1 s’affronteront pour déterminer le classement de la 1e à la 6e place au sein de la poule A. Les 12 autres équipes sont placées dans 2 poules (B et C) de 6 équipes selon leur proximité géographique. Le 1er de ces 2 poules sera classé 7e, l’autre 8e et ainsi de suite. Au terme de la phase 2, les 2 équipes qui terminent dernières de leur poule (6e) sont éliminées.

- Phase 3 : Phase finale à élimination directe avec les 16 équipes restantes. Les huitièmes (1/8) et les quarts (1/4) de finale se déroulent sur un match sec chez l’équipe la mieux classée; les équipes de la poule A de 2e phase sont automatiquement mieux classées.
  - Les 1/8 de finale : match entre les équipes de la poule A et les équipes les mieux classées des poules B et C (de la 1ère à la 5e place). Le reste des équipes des groupes B et C s'affrontent entre elles. L’équipe la mieux classée rencontre l’équipe la moins bien classée et ainsi de suite. 
    - A: 1er (poule A) VS 16e (poules B et C) ;
    - B: 2e (poule A) VS 15e (poules B et C) ;
    - C: 3e (poule A) VS 14e (poules B et C) ;
    - D: 4e (poule A) VS 13e (poules B et C) ;
    - E: 5e (poule A) VS 12e (poules B et C) ;
    - F: 6e (poule A) VS 11e (poules B et C) ;
    - G: 7e (poule B et C) VS 10e (poules B et C) ;
    - H: 8e (poule B et C) VS 9e (poules B et C) ;

  - Les 1/4 de finale :
    - 1: A VS H ;
    - 2: B VS G ;
    - 3: C VS F ;
    - 4: D VS E ;

  - Les 1/2 finales. Le championnat se termine sur un Final Four avec les quatre équipes vainqueurs au tour précédent :
    - 1: Vainqueur match 1 VS Vainqueur match 4 ;
    - 2: Vainqueur match 2 VS Vainqueur match 3 ;

  - Finale : 1 VS 2

Équipes Espoirs
- Espoirs Aix-Maurienne (Pro B).
- Espoirs Bourg-en-Bresse (Pro B).
- Espoirs Chalon-sur-Saône (Pro A).
- Espoirs Cholet (Pro A).
- Espoirs Dijon  (Pro A).
- Espoirs Gravelines-Dunkerque (Pro A).
- Espoirs Hyères-Toulon (Pro B).
- Espoirs Le Havre (Pro A).
- Espoirs Le Mans (Pro A).
- Espoirs Limoges (Pro A).
- Espoirs Lyon-Villeurbanne (Pro A).
- Espoirs Nancy (Pro A).
- Espoirs JSF Nanterre (Pro A).
- Espoirs Orléans (Pro A).
- Espoirs Paris-Levallois (Pro A).
- Espoirs Pau-Lacq-Orthez (Pro B).
- Espoirs Poitiers (Pro A).
- Espoirs Roanne (Pro A).
- Espoirs Rouen  (Pro B).
- Espoirs Strasbourg (Pro A).
- Espoirs Vichy (Pro B).
- Espoirs Boulazac (Pro A)
- Espoirs Évreux (Pro B)

## Trophée du Futur
Le Trophée du Futur reprend le format de la Semaine des As. Il s'agit de réunir les 8 meilleures équipes (ou les 7 meilleures équipes + l'équipe hôte) du Championnat Espoirs PRO A selon le classement établi à la fin de la saison régulière et de les confronter via des matches à élimination directe.

Le Trophée du Futur peut être assimilé aux play-offs pour le championnat Espoirs sauf que toutes les rencontres s'effectuent sur un même site.
À partir de 2022, le vainqueur du Championnat Espoirs Pro B fait partie des 8 équipes qualifiées pour le Trophée du Futur.

## Palmarès Espoirs
| Année | Pro A                                                      | Pro B                                                      | Trophée du Futur                                           |
| ----- | ---------------------------------------------------------- | ---------------------------------------------------------- | ---------------------------------------------------------- |
| 2025  | JL Bourg-en-Bresse                                         | Roanne (2)                                                 | JL Bourg-en-Bresse (2)                                     |
| 2024  | SLUC Nancy (5)                                             | Orléans                                                    | JL Bourg-en-Bresse (1)                                     |
| 2023  | Cholet Basket (8)                                          | Champagne Basket                                           | Cholet Basket (7)                                          |
| 2022  | ASVEL Lyon-Villeurbanne (4)                                | ADA Blois                                                  | Cholet Basket (6)                                          |
| 2021  | ASVEL Lyon-Villeurbanne (3)                                | -                                                          | ASVEL Lyon-Villeurbanne (3)                                |
| 2020  | Fin de saison annulée en raison de la pandémie de Covid-19 | Fin de saison annulée en raison de la pandémie de Covid-19 | Fin de saison annulée en raison de la pandémie de Covid-19 |
| 2019  | Cholet Basket (7)                                          | -                                                          | Cholet Basket (5)                                          |
| 2018  | Cholet Basket (6)                                          | -                                                          | Cholet Basket (4)                                          |
| 2017  | SLUC Nancy (4)                                             | -                                                          | SLUC Nancy (2)                                             |
| 2016  | EB Pau-Orthez (6)                                          | -                                                          | Paris-Levallois (2)                                        |
| 2015  | Strasbourg IG                                              | -                                                          | Gravelines-Dunkerque (4)                                   |
| 2014  | Gravelines-Dunkerque                                       | -                                                          | Gravelines-Dunkerque (3)                                   |
| 2013  | Chalon-sur-Saône                                           | -                                                          | Chalon-sur-Saône                                           |
| 2012  | Le Mans                                                    | -                                                          | Gravelines-Dunkerque (2)                                   |
| 2011  | Paris-Levallois                                            | -                                                          | SLUC Nancy (1)                                             |
| 2010  | Cholet Basket (5)                                          | -                                                          | ASVEL Lyon-Villeurbanne (2)                                |
| 2009  | Cholet Basket (4)                                          | -                                                          | ASVEL Lyon-Villeurbanne (1)                                |
| 2008  | STB Le Havre (2)                                           | -                                                          | EB Pau-Orthez (4)                                          |
| 2007  | STB Le Havre (1)                                           | -                                                          | Le Mans SB (2)                                             |
| 2006  | SLUC Nancy (3)                                             | -                                                          | JDA Dijon (4)                                              |
| 2005  | SLUC Nancy (2)                                             | -                                                          | Le Mans SB (1)                                             |
| 2004  | SLUC Nancy (1)                                             | Maurienne SB (2)                                           | EB Pau-Orthez (3)                                          |
| 2003  | EB Pau-Orthez (5)                                          | FC Mulhouse                                                | Gravelines-Dunkerque (1)                                   |
| 2002  | EB Pau-Orthez (4)                                          | Roanne                                                     | EB Pau-Orthez (2)                                          |
| 2001  | EB Pau-Orthez (3)                                          | Limoges CSP                                                | Cholet Basket (3)                                          |
| 2000  | ASVEL Lyon-Villeurbanne (2)                                | Maurienne SB (1)                                           | Cholet Basket (2)                                          |
| 1999  | JDA Dijon (5)                                              | JL Bourg-en-Bresse                                         | JDA Dijon (3)                                              |
| 1998  | JDA Dijon (4)                                              | Hermine de Nantes                                          | Hyères Toulon                                              |
| 1997  | Pitch Cholet Basket (3)                                    | RC Toulouse                                                | JDA Dijon (2)                                              |
| 1996  | JDA Dijon (3)                                              | Hyères-Toulon VB                                           | Levallois SCB                                              |
| 1995  | JDA Dijon (2)                                              | Poissy-Chatou                                              | JDA Dijon (1)                                              |
| 1994  | JDA Dijon (1)                                              | ALM Évreux (3)                                             | ALM Évreux                                                 |
| 1993  | EB Pau-Orthez (2)                                          | ALM Évreux (2)                                             | Olympique Antibes (2)                                      |
| 1992  | EB Pau-Orthez (1)                                          | ALM Évreux (1)                                             | Olympique Antibes (1)                                      |
| 1991  | ASVEL Lyon-Villeurbanne (1)                                | Caen BC                                                    | EB Pau-Orthez (1)                                          |
| 1990  | Reims CB                                                   | ASA Sceaux                                                 | Racing Paris Basket                                        |
| 1989  | Cholet Basket (2)                                          | Berck BCO                                                  | Cholet Basket (1)                                          |
| 1988  | Cholet Basket (1)                                          | BCM Gravelines                                             | Reims CB                                                   |